# Roeboides
Roeboides es un género de peces de la familia Characidae y de la orden de los Characiformes.

## Especies
- Roeboides affinis (Günther, 1868)[1]
- Roeboides araguaito (C. A. S. de Lucena, 2003)[1]
- Roeboides biserialis (Garman, 1890)[1]
- Roeboides bouchellei (Fowler, 1923)[1]
- Roeboides carti (C. A. S. de Lucena, 2000)[1]
- Roeboides dayi (Steindachner, 1878)[1]
- Roeboides descalvadensis (Fowler, 1932)[1]
- Roeboides dientonito (L. P. Schultz, 1944)[1]
- Roeboides dispar (C. A. S. de Lucena, 2001)[1]
- Roeboides guatemalensis (Günther, 1864)[1]
- Roeboides ilseae (W. A. Bussing, 1986)[1]
- Roeboides loftini (C. A. S. de Lucena, 2011)[1][2]
- Roeboides margareteae (C. A. S. de Lucena, 2003)[1]
- Roeboides microlepis (J. T. Reinhardt, 1851)[1]
- Roeboides myersii (T. N. Gill, 1870)[1]
- Roeboides numerosus (C. A. S. de Lucena, 2000)[1]
- Roeboides occidentalis (Meek & Hildebrand, 1916)[1]
- Roeboides oligistos (C. A. S. de Lucena, 2000)[1]
- Roeboides sazimai (C. A. S. de Lucena, 2007)[1]
- Roeboides xenodon (J. T. Reinhardt, 1851)[1]